# Marmosops
Marmosops là một chi động vật có vú trong họ Didelphidae, bộ Didelphimorphia. Chi này được Matschie miêu tả năm 1916. Loài điển hình của chi này là Didelphis incana Lund, 1840, by original designation.

## Các loài
Chi này gồm các loài:
- Marmosops cracens Handley and Gordon, 1979
- Marmosops dorothea (Thomas, 1911)
- Marmosops fuscatus (Thomas, 1896)
- Marmosops handleyi (Pine, 1981)
- Marmosops impavidus (Tschudi, 1845)
- Marmosops incanus (Lund, 1840)
- Marmosops invictus (Goldman, 1912)
- Marmosops noctivagus (Tschudi, 1845)
- Marmosops parvidens Tate, 1931

## Hình ảnh

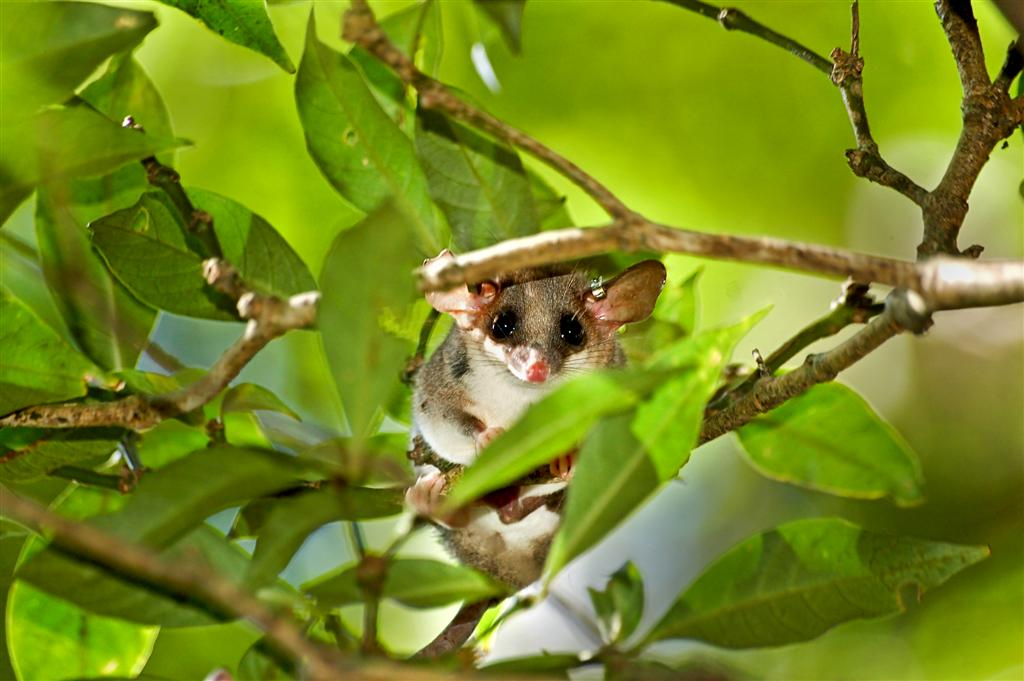